# Premio Shaw
El Premio Shaw, creado por Sir Run Run Shaw (邵逸夫b. 1907), un líder en la industria de los medios en Hong Kong y desde hace tiempo, filántropo, para honrar a "las personas, independientemente de su raza, nacionalidad y creencia religiosa, que han logrado importantes avances en los medios académicos y de investigación científica o aplicación, y cuyo trabajo ha dado lugar a un profundo y positivo impacto en la humanidad." Es conocido como el Premio Nobel Oriental. El premio otorgado anualmente es 1 millón de dólares.

## Galardonados del Premio Shaw

### Astronomía
- 2004 P. James E. Peebles - por sus numerosas contribuciones a la cosmología.
- 2005 Geoffrey Marcy y Michel Mayor - por su descubrimiento de los primeros planetas extrasolares.
- 2006 Saul Perlmutter, Adam Riess y Brian P. Schmidt - por su descubrimiento de la aceleración cósmica y la energía oscura o energía del vacío.
- 2007 Peter Goldreich  - por su trabajo en astrofísica y ciencias planetarias.
- 2008 Reinhard Genzel - en reconocimiento de sus destacadas contribuciones a demostrar que la Vía Láctea contiene un agujero negro supermasivo en su centro.
- 2009 Frank H. Shu – en reconocimiento a sus destacadas contribuciones en la astronomía teórica.
- 2010 Charles L. Bennett, Lyman Page, David Spergel – por sus contribuciones a la experiencia de Microondas Wilkinson Anisotropy Probe, que ayuda a determinar la geometría, la edad y la composición del universo.
- 2011 Gerald J. Fishman, Enrico Costa – por su liderazgo de las misiones espaciales que permitieron la demostración del origen cosmológico de los estallidos de rayos gamma, las más brillantes fuentes conocidas en el universo.
- 2012 David C. Jewitt y Jane Luu - por el descubrimiento del Cinturión de Kuiper y de otros cuerpos transneptunianos, que permiten conocer el desarrollo del sistema solar.
- 2013 Steven Balbus y John Hawley - por su descubrimiento y estudio de la inestabilidad magnetorotacional, inestabilidad que conduce a la turbulencia y que es mecanismo de transporte el discos astrofísicos.
- 2014 Daniel Eisenstein, Shaun Cole y John A. Peacock por sus contribuciones a las mediciones de características en la estructura a gran escala de galaxias utilizadas para restringir el modelo cosmológico, incluyendo las oscilaciones acústicas de bariones y las distorsiones del espacio de desplazamiento hacia el rojo.
- 2015 William J. Borucki por su concepción y dirección de la misión de Kepler, que ha avanzado mucho en el conocimiento de los sistemas planetarios extrasolares y de los interiores estelares.
- 2016 Ronald Drever, Kip Thorne y Rainer Weiss para concebir y diseñar el Observatorio de Ondas Gravitatorias del Interferómetro Láser (LIGO), cuya reciente detección directa de ondas gravitatorias abre una nueva ventana en astronomía, siendo el primer descubrimiento notable la fusión de un par de agujeros negros de masa estelar.
- 2017 Simon White por sus contribuciones a la comprensión de la formación de estructuras en el Universo. Con poderosas simulaciones numéricas ha demostrado cómo pequeñas fluctuaciones de densidad en el Universo temprano se desarrollan en galaxias y otras estructuras no lineales, apoyando fuertemente una cosmología con una geometría plana y dominada por la materia oscura y una constante cosmológica.
- 2018 Jean-Loup Puget por sus contribuciones a la astronomía en el rango espectral del infrarrojo al submilimétrico. Detectó el fondo cósmico del infrarrojo lejano de galaxias en las que se formaron estrellas en el pasado y propuso moléculas de hidrocarburos aromáticos como constituyentes de la materia interestelar. Con la misión espacial Planck, ha avanzado espectacularmente nuestro conocimiento de la cosmología en presencia de materia interestelar en primer plano.[1]
- 2019 Edward C. Stone por su liderazgo en el proyecto Voyager, que durante las últimas cuatro décadas ha transformado nuestra comprensión de los cuatro planetas gigantes y el Sistema Solar exterior, y ahora ha comenzado a explorar el espacio interestelar.[2]
- 2020 Roger Blandford por sus contribuciones fundamentales a la astrofísica teórica, especialmente en lo que respecta a la comprensión fundamental de los núcleos galácticos activos, la formación y colimación de chorros relativistas, el mecanismo de extracción de energía de los agujeros negros y la aceleración de partículas en choques y sus mecanismos de radiación relevantes.[3]
- 2021 Victoria Kaspi y Chryssa Kouveliotou por sus contribuciones a nuestra comprensión de los magnetares, una clase de estrellas de neutrones altamente magnetizadas que están vinculadas a una amplia gama de fenómenos astrofísicos transitorios espectaculares. Mediante el desarrollo de técnicas de observación nuevas y precisas, confirmaron la existencia de estrellas de neutrones con campos magnéticos ultrafuertes y caracterizaron sus propiedades físicas. Su trabajo ha establecido a los magnetares como una nueva e importante clase de objetos astrofísicos.[4]
- 2022 Lennart Lindegren y Michael Perryman por sus contribuciones a la astrometría espacial durante toda su vida y, en particular, por su papel en la concepción y diseño de las misiones Hipparcos y Gaia de la Agencia Espacial Europea.[5]
- 2023 Matthew Bailes, Duncan Lorimer y Maura McLaughlin por el descubrimiento de ráfagas de radio rápidas (FRB).[6]
- 2024 Shrinivas Kulkarni por sus descubrimientos innovadores sobre púlsares de milisegundos, explosiones de rayos gamma, supernovas y otros objetos astronómicos variables o transitorios.[7]
- 2025 Dick Bond y George Efstathiou por su investigación pionera en cosmología, en particular por sus estudios sobre las fluctuaciones del fondo cósmico de microondas. Sus predicciones han sido verificadas por un ejército de instrumentos terrestres, de globos y espaciales, lo que ha permitido determinar con precisión la edad, la geometría y el contenido de masa y energía del universo.[8]

### Ciencias de la Vida y Medicina

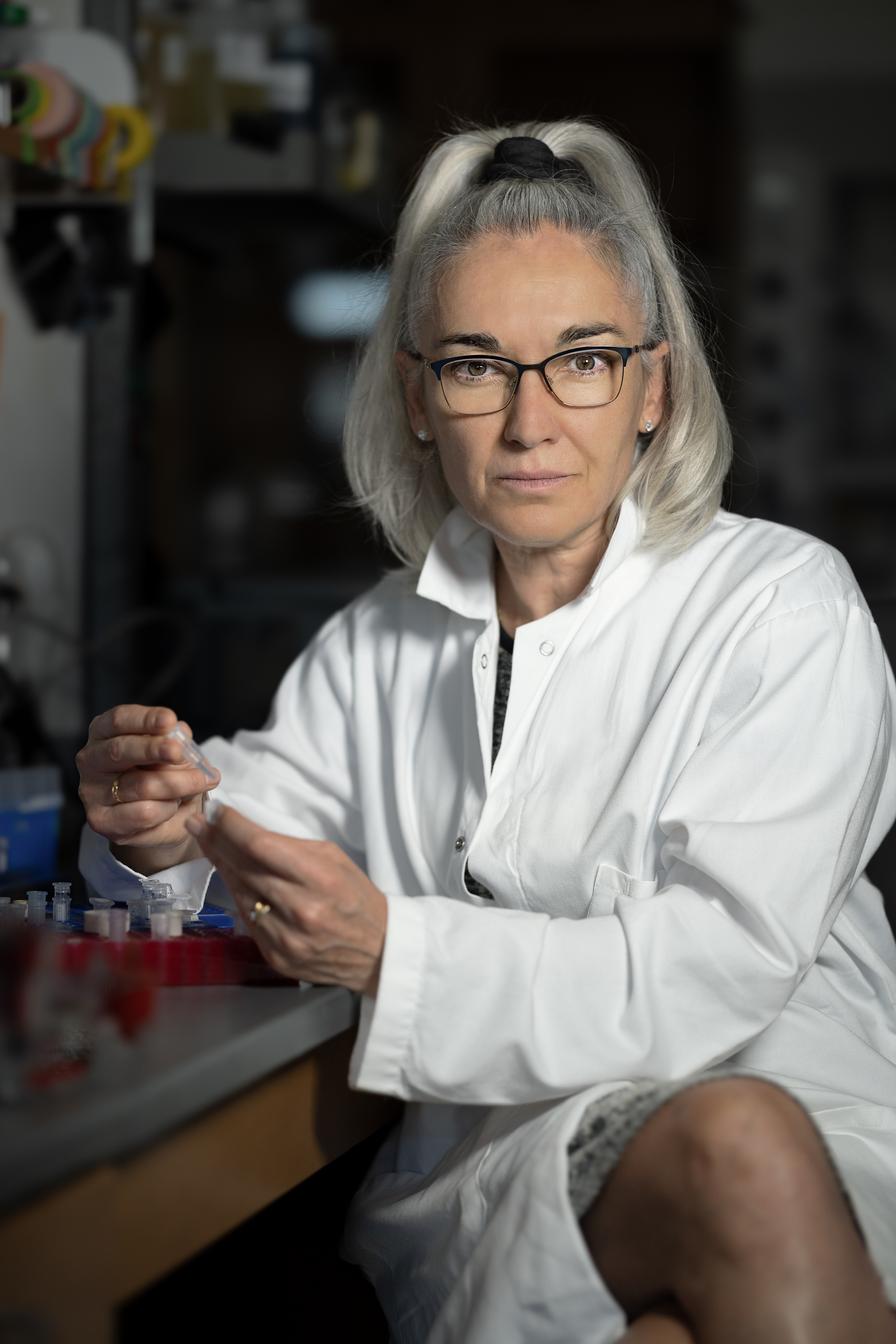
Eva Nogales, ganadora del Premio Shaw de Ciencias de la Vida y Medicina en 2023.

- Eva Nogales, ganadora del Premio Shaw de Ciencias de la Vida y Medicina en 2023.2004 Premio Uno: Stanley N. Cohen y Herbert W. Boyer - por sus descubrimientos en la clonación de ADN y la ingeniería genética, y Kan Yuet-wai (简悦威) - por sus descubrimientos en el polimorfismo de ADN.
- 2004 Premio Dos: Sir Richard Doll - por su trabajo en la epidemiología del cáncer.
- 2005 Michael Berridge - por su trabajo en la señalización de calcio en la regulación celular.
- 2006 Wang Xiaodong - por su trabajo en base bioquímica de la muerte celular programada.
- 2007 Robert Lefkowitz - por su trabajo con las proteínas G.
- 2008 Keith Campbell, Sir Ian Wilmut (en conjunto la mitad) y Shinya Yamanaka (otra mitad) - por sus recientes innovaciones de importancia fundamental para revertir el proceso de diferenciación celular en los mamíferos, un fenómeno que avanza nuestro conocimiento de la biología del desarrollo y representa una gran promesa para el tratamiento de enfermedades humanas y las mejoras prácticas en la agricultura.
- 2009 Douglas L. Coleman y Jeffrey M. Friedman – por su trabajo para el descubrimiento de la leptina, una hormona que regula la ingesta de alimentos y el peso corporal.
- 2010 David Julius  – por su descubrimiento de los mecanismos moleculares por los cuales la piel sentidos estímulos dolorosos.
- 2011 Jules Hoffmann, Ruslan Medzhitov y Bruce Beutler – por su descubrimiento del mecanismo molecular de la inmunidad innata, la primera línea de defensa contra los patógenos.
- 2012 Franz - Ulrich Hartl - por desentrañar el mecanismo molecular de plegamiento de las proteínas, proceso esencial en muchas funciones celulares.
- 2013 Jeffrey Hall, Michael Rosbash y Michael W. Young - por su descubrimiento de los mecanismos moleculares existentes en los ritmos circadianos.
- 2014 Kazutoshi Mori y Peter Walter por su descubrimiento de la respuesta de proteínas desplegadas del retículo endoplasmático, una vía de señalización celular que controla la homeostasis de los organelos y la calidad de la exportación de proteínas en las células eucariotas.
- 2015 Bonnie Bassler y Everett Peter Greenberg por elucidar el mecanismo molecular de detección de cuórum, un proceso por el cual las bacterias se comunican entre sí y que ofrece formas innovadoras de interferir con patógenos bacterianos o modular el microbioma para aplicaciones de salud.
- 2016 Adrian Bird y Huda Zoghbi por su descubrimiento de los genes y las proteínas codificadas que reconocen una modificación química del ADN de los cromosomas que influye en el control de genes como base del síndrome de Rett de trastorno del desarrollo.
- 2017 Ian R. Gibbons y Ronald Vale por el descubrimiento de las proteínas motoras asociadas a los microtúbulos: motores que impulsan los movimientos celulares e intracelulares esenciales para el crecimiento, la división y la supervivencia de las células humanas.
- 2018 Mary-Claire King por su mapeo del primer gen del cáncer de mama. Utilizando modelos matemáticos, King predijo y luego demostró que el cáncer de mama puede ser causado por un solo gen. Ella mapeó el gen que facilitó su clonación y ha salvado miles de vidas.[9]
- 2019 Maria Jasin por su trabajo que muestra que las roturas localizadas de doble cadena en el ADN estimulan la recombinación en células de mamíferos. Este trabajo fundamental fue esencial y condujo directamente a las herramientas que permiten la edición en sitios específicos de los genomas de los mamíferos.[10]
- 2020 Gero Miesenböck, Peter Hegemann y Georg Nagel por el desarrollo de la optogenética, una tecnología que ha revolucionado la neurociencia.[11]
- 2021 Scott D. Emr por el descubrimiento histórico de la vía ESCRT (complejo de clasificación endosomal requerido para el transporte), que es esencial en diversos procesos relacionados con la biología de la membrana, incluida la división celular, la regulación del receptor de la superficie celular, la diseminación viral y la poda de los axones nerviosos. Estos procesos son fundamentales para la vida, la salud y la enfermedad.[12]
- 2022 Paul Negulescu y Michael J. Welsh por descubrimientos históricos de los defectos moleculares, bioquímicos y funcionales que subyacen a la fibrosis quística y la identificación y desarrollo de medicamentos que revierten esos defectos y pueden tratar a la mayoría de las personas afectadas por este trastorno. Juntos, estos descubrimientos y medicamentos están aliviando el sufrimiento humano y salvando vidas.[13]
- 2023 Patrick Cramer y Eva Nogales por una biología estructural pionera que permitió la visualización, a nivel de átomos individuales, de las máquinas proteicas responsables de la transcripción genética, uno de los procesos fundamentales de la vida. Revelaron el mecanismo subyacente a cada paso en la transcripción genética, cómo la transcripción genética adecuada promueve la salud y cómo la desregulación causa enfermedades.[14]
- 2024 Stuart Orkin y Swee Lay Thein por su descubrimiento de los mecanismos genéticos y moleculares que subyacen al cambio de hemoglobina del feto al adulto, lo que hace posible una terapia de edición del genoma revolucionaria y altamente eficaz para la anemia falciforme y la talasemia β, enfermedades sanguíneas devastadoras que afectan a millones de personas en todo el mundo.[15]
- 2025 Wolfgang Baumeister por su desarrollo pionero y uso de la tomografía electrónica criogénica (crio-ET), una técnica de imágenes que permite la visualización tridimensional de muestras biológicas, incluidas proteínas, complejos macromoleculares y compartimentos celulares tal como existen en sus entornos celulares naturales.[16]

### Ciencias Matemáticas
- 2004 Chern Shiing-shen (陈省身) - para su iniciación en el campo de la geometría diferencial global.
- 2005 Andrew John Wiles - por su prueba del último teorema de Fermat.
- 2006 David Mumford  - por su teoría patrón y la visión de investigación, y Wu Wenjun - por su trabajo en el campo de la mecanización de las matemáticas.
- 2007 Robert Langlands y Richard Taylor - por sus contribuciones del Programa de Langlands de conexión números primos con simetría.
- 2008 Vladímir Arnold y Ludwig Faddeev - para su generalización e influyentes contribuciones a la física matemática.
- 2009 Simon K. Donaldson y Clifford H. Taubes – por sus muchas y brillantes contribuciones a la geometría en 3 y 4 dimensiones.
- 2010 Jean Bourgain  – por su trabajo en el análisis matemático y su aplicación en campos que van desde las ecuaciones diferenciales parciales a la ciencia de la computación teórica.
- 2011 Demetrios Christodoulou y Richard Hamilton – por sus obras altamente innovadores en ecuaciones en derivadas parciales no lineales en la geometría de Lorentz y la de Riemann y sus aplicaciones a la relatividad general y la topología.
- 2012 Maxim Kontsevich - por sus trabajos en simetría espectral y deformación cuántica.
- 2013 David Donoho - por sus profundas contribuciones a la estadística matemática moderna, al desarrollo de algoritmos de estimación estadística y a la representación y recuperación de grandes volúmenes de datos.
- 2014 George Lusztig por sus contribuciones fundamentales al álgebra, la geometría algebraica y la teoría de la representación, y por unir estos temas para resolver viejos problemas y revelar nuevas conexiones hermosas.
- 2015 Gerd Faltings y Henryk Iwaniec por su introducción y desarrollo de herramientas fundamentales en teoría numérica, permitiéndoles así como otros resolver algunos problemas clásicos de larga data.
- 2016 Nigel Hitchin por sus grandes contribuciones a la geometría, la teoría de la representación y la física teórica. Los conceptos y técnicas fundamentales y elegantes que ha introducido han tenido un amplio impacto y son de importancia duradera
- 2017 János Kollár y Claire Voisin por sus notables resultados en muchas áreas centrales de la geometría algebraica, que han transformado el campo y llevado a la solución de problemas que durante largo tiempo habían aparecido fuera de su alcance.
- 2018 Luis Caffarelli por sus innovadores trabajos en ecuaciones en derivadas parciales, incluyendo la creación de una teoría de regularidad para ecuaciones no-lineales como la ecuación de Monge-Ampère, y problemas de frontera libre como el problema del obstáculo, que ha influenciado una generación entera de investigadores en este campo.
- 2019 Michel Talagrand por su trabajo sobre desigualdades de concentración, sobre la supremacía de los procesos estocásticos y sobre resultados rigurosos para vidrio de espín.
- 2020 David Kazhdan y Alexander Beilinson por su enorme influencia y profundas contribuciones a la teoría de la representación, así como a muchas otras áreas de las matemáticas.
- 2021 Jean-Michel Bismut y Jeff Cheeger por sus notables conocimientos que han transformado y continúan transformando la geometría moderna.[17]
- 2022 Noga Alon y Ehud Hrushovski por sus notables contribuciones a las matemáticas discretas y la Teoría de modelos con interacción, especialmente con la geometría algebraica, la topología y las ciencias de la computación.[18]
- 2023 Vladímir Drínfeld y Shing-Tung Yau por sus aportes relacionados con la física matemática, a la geometría aritmética, a la geometría diferencial y a la geometría de Kähler.[19]
- 2024 Peter Sarnak por su desarrollo de la teoría aritmética de grupos delgados y la criba afín, reuniendo teoría de números, análisis, combinatoria, dinámica, geometría y teoría espectral.[20]
- 2025 Kenji Fukaya por su trabajo pionero en geometría simpléctica, especialmente por imaginar la existencia de una categoría —hoy llamada categoría de Fukaya— que consiste en lagrangianos en una variedad simpléctica, por liderar la monumental tarea de construirla y por sus posteriores contribuciones innovadoras e impactantes a la topología simpléctica, la simetría especular y la teoría de gauge.[21]